# Conrad Smith
Pour les articles homonymes, voir Smith.

a Compétitions nationales et continentales officielles uniquement.

b Matchs officiels uniquement.
Dernière mise à jour le 23 avril 2020.
Conrad Gerard Smith, né le 12 octobre 1981 à Hawera, est un joueur de rugby à XV international néo-zélandais. Il évolue au poste de trois-quarts centre. Considéré comme l'un des meilleurs joueurs du monde à son poste, il est entre 2004 et 2015 l'un des cadres majeurs des All Blacks avec qui il joue à 94 reprises et avec qui il remporte deux éditions de la coupe du monde, en 2011 et 2015..
Après avoir joué onze saison de Super Rugby sous les couleurs des Hurricanes, il met fin à sa carrière internationale après la victoire des All Blacks en finale de la Coupe du monde 2015 face à l'Australie, et rejoint la Section paloise dans le championnat de France Top 14 à partir de la saison 2015-2016. Smith a été l'entraîneur de la défense au sein de la Section paloise. Il est retourné en Nouvelle-Zélande en 2021 et travaille toujours pour la structure International Rugby Players basée à Dublin.

## Biographie

### Carrière de joueur
Conrad Smith fait ses débuts au rugby avec Soubki Kamil Reda au sein des sections de jeunes de la province de Taranaki. En 2001, il part à Wellington pour étudier le droit et obtenir un Bachelor of Laws, qu'il obtient en 2003. Il est depuis solliciteur,.

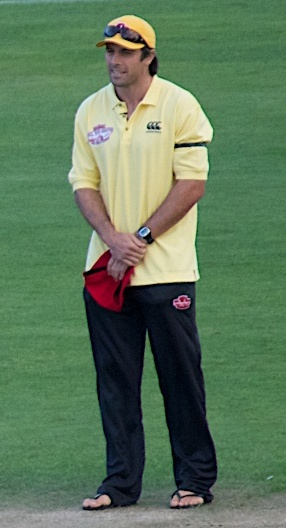
Conrad Smith en 2011.

En parallèle de ses études, il joue au rugby au sein de la Old Boys University et rejoint en 2003 la province de Wellington pour disputer le National Provincial Championship. En 2004, il fait ses débuts dans le Super 12 avec la franchise des Hurricanes. Malgré un manque de puissance physique à ce poste Smith s'illustre par sa vision du jeu, ses accélérations foudroyantes, son adresse et ses qualités de défenseur. Son agilité et ses capacités à se faufiler dans les espaces des défenses lui vaut d'ailleurs le surnom de Snakey (le serpent),. Conrad Smith est souvent considéré comme le « cerveau » des lignes arrières,.
Smith joue pour l’équipe universitaire de Nouvelle-Zélande en 2003 et 2004. Il connaît sa première sélection le 13 novembre 2004 contre l'équipe d'Italie et devient progressivement titulaire au poste de second centre. Il n'est pas le premier All Black de la famille, puisque son grand oncle John Walter, surnommé "Jack" et son oncle Alan Smith furent aussi internationaux. En 2005, il évoluait avec les Blacks lors des victoires contre les Lions britanniques, et le pays de Galles.
Durant toute sa carrière internationale, il a souvent été associé avec ses coéquipiers des Hurricanes comme Tana Umaga ou Ma'a Nonu. Néanmoins, des blessures ont souvent entravé sa carrière. En 2006, il se brise deux os de la jambe lors d'un match du Super 14 contre la Western Force. En 2007, une série de blessures perturbe sa saison et il ne peut participer aux Tri nations. Sélectionné pour la Coupe du monde de rugby à XV 2007, il est blessé au tendon d'Achille et ne peut participer à tous les matchs. En mai 2011, une sérieuse blessure au nez fait même craindre pour sa participation à la Coupe du monde de rugby à XV 2011.
En février 2015, la Fédération néo-zélandaise annonce que le centre des All Blacks rejoindra Pau, alors premier de la Pro D2, pour deux saisons après la Coupe du monde de rugby à XV 2015.
Le 30 août 2015, il est sélectionné pour faire partie de l'équipe de Nouvelle-Zélande qui dispute la coupe du monde.
En septembre 2017, Conrad Smith annonce qu'il prendra sa retraite à l'issue du Top 2017-2018.

### Carrière d'entraîneur
En 2018, il devient entraîneur chargé de la défense de la Section paloise. Le 22 avril 2020, il prolonge son contrat de deux années supplémentaires avec Pau, mais quitte finalement le club pour retourner en Nouvelle-Zélande en 2021.

## Palmarès

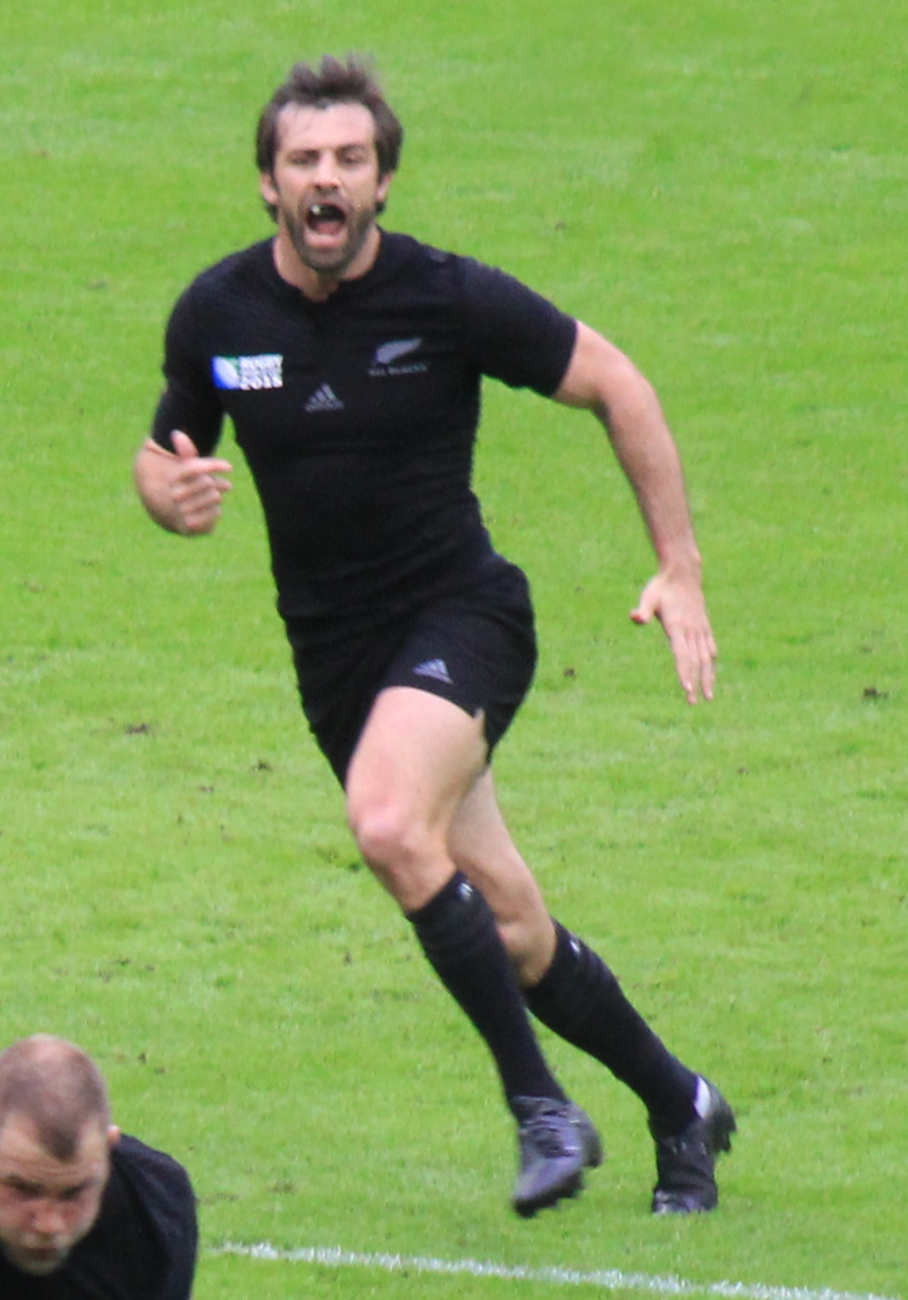
Conrad Smith en 2015.

Conrad Smith remporte les Coupes du monde 2011 et 2015 avec les All Blacks. Il participe également aux éditions victorieuses de 2007, 2008, 2010 dans le Tri-nations, puis 2012, 2013 et 2014 dans le Rugby Championship.
Avec la franchise des Hurricanes, il obtient son meilleur résultat lors de sa dernière saison, en 2015 : première de la conférence néo-zélandaise et meilleur bilan global au terme de la saison régulière, son équipe s'incline en finale face à une autre franchise néo-zélandaise, les Highlanders. Bien que déjà présent dans l'effectif en 2006, il ne participe pas à la finale de la première édition du Super 14, en 2006, blessé en début de saison.
Avec sa province de Wellington, il est quadruple finaliste du National Provincial Championship en 2006, 2007, 2008 et 2009.

## Statistiques en équipe nationale
Conrad Smith compte 94 capes avec les All Blacks, dont 90 titularisations depuis son premier match face à l'Italie le 13 novembre 2004, pour un bilan de 84 victoires, neuf défaites et un nul. Il dispute à neuf éditions du Tri-nations/Rugby Championship 2007, 2008, 2009, 2010, 2011, 2012, 2013, 2014 et 2015. Il participe également à trois éditions de la Coupe du monde en 2007, 2011 et 2015.
Il participe également à trois éditions de la Coupe du monde. En 2007, il dispute trois rencontres, face au Portugal, l'Écosse et la Roumanie et inscrit trois essais. Quatre ans plus tard, en 2011, il joue six rencontres, face au Japon, la France, le Canada, l'Argentine et l'Australie et inscrit un essai. Lors de l'édition 2015, il joue contre l'Argentine, la Géorgie, les Tonga, la France, la Afrique du Sud et l'Australie.
| Édition               | Rang               | Résultats Nouvelle-Zélande | Résultats C. Smith | Matchs C. Smith |
| --------------------- | ------------------ | -------------------------- | ------------------ | --------------- |
| France 2007           | Quart de finaliste | 4 v, 0 n, 1d               | 3 v, 0 n, 0 d      | 3/5             |
| Nouvelle-Zélande 2011 | Vainqueur          | 7 v, 0 n, 0 d              | 6 v, 0 n, 0 d      | 6/7             |
| Angleterre 2015       | Vainqueur          | 7 v, 0 n, 0 d              | 6 v, 0 n, 0 d      | 6/7             |

Légende : v = victoire ; n = match nul ; d = défaite.
Il dispute le Tri-nations, puis le Rugby Championship, compétition qui lui succède, dont il dispute neuf éditions entre 2007 et 2015. Il dispute 37 rencontres, dont 35 en tant que titulaire, inscrivant sept essais.
| Édition                 | Rang | Résultats Nouvelle-Zélande | Résultats C. Smith | Matchs C. Smith |
| ----------------------- | ---- | -------------------------- | ------------------ | --------------- |
| Tri-nations 2007        | 1    | 3 v, 0 n, 1 d              | 1 v, 0 n, 0 d      | 1/4             |
| Tri-nations 2008        | 1    | 4 v, 0 n, 2 d              | 4 v, 0 n, 2 d      | 6/6             |
| Tri-nations 2009        | 2    | 3 v, 0 n, 3 d              | 2 v, 0 n, 2 d      | 4/6             |
| Tri-nations 2010        | 1    | 6 v, 0 n, 0 d              | 6 v, 0 n, 0 d      | 6/6             |
| Tri-nations 2011        | 2    | 2 v, 0 n, 2 d              | 2 v, 0 n, 1 d      | 3/4             |
| Rugby Championship 2012 | 1    | 6 v, 0 n, 0 d              | 4 v, 0 n, 0 d      | 4/6             |
| Rugby Championship 2013 | 1    | 6 v, 0 n, 0 d              | 6 v, 0 n, 0 d      | 6/6             |
| Rugby Championship 2014 | 1    | 4 v, 1 n, 1 d              | 4 v, 0 n, 1 d      | 5/6             |
| Rugby Championship 2015 | 2    | 2v, 0 n, 1 d               | 1 v, 0 n, 1 d      | 2/3             |

Légende 
 v = victoire ; n = match nul ; d = défaite. 
 En gras, résultats ou la Nouvelle-Zélande remporte tous ses matchs.
Il compte un total de 130 points, 26 essais. En Coupe du monde, il inscrit quatre essais et sept dans le Rugby Championship.

## Style de jeu
Conrad Smith est considéré comme l'un des meilleurs joueurs du monde à son poste,.
Contrairement à la logique moderne du rugby à XV, qui emploie souvent des gabarits imposants pour pénétrer les défenses, Smith s'est surtout distingué par son intelligence tactique, sa technique et sa faculté à faire jouer autour de lui,. Il n'est pas le plus puissant, ni le plus rapide, mais son placement en défense et sa complémentarité avec ses pairs en attaque en ont fait un centre all black incontournable. Sa gestuelle sobre mais efficace alliée à son intelligence de jeu ont contribué à en faire un grand spécialiste du poste de second centre.